# Adaptive Transform Acoustic Coding
ATRAC je zkratkou pro Adaptive Transform Accoustic Coding a jedná se o ztrátovou kompresi zvuku. Podobně jako metoda komprese použitá ve formátu MP3 využívá i ATRAC psychoakustického modelu zvuku, který dovoluje snížit objem dat potřebných pro popis průběhu zvukového signálu tak, že je lidským uchem téměř nerozeznatelný od originálního nekomprimovaného signálu. ATRAC byl navržen a použit pro zařízení používající médium minidisc (MD), které má oproti klasickému CD přibližně 4-5× menší kapacitu, takže zatímco u CD je datový tok 1,4 Mbit/s, u MD za použití ATRAC je tento tok pouhých 292 kbit/s. V průběhu doby došlo k dalším úpravám kodéru ATRAC, takže ATRAC3 umožňoval ukládat hudbu s datovým tokem 132 kbit/s (LP2) a 66 kbit/s (LP4) a ATRAC3plus 256 kbit/s (Hi-MD SP) a 64 kbit/s (Hi-MD LP).